# Neosaurus
Neosaurus („nový ještěr“) je rod poměrně málo známého sfenakodontidního pelykosaura (dávno vyhynulého synapsidního plaza). Formálně tento rod stanovil paleontolog Franz Nopcsa roku 1923.

## Popis
Neosaurus žil v období permu (mladší prvohory) na území dnešní Francie. Jeho délka činila jen kolem 1 metru. Příbuzným rodem byl známější a větší Dimetrodon, jehož fosilie byly objeveny na území současné Severní Ameriky.
Pojmem „Neosaurus“ byl dříve označován také kachnozobý dinosaurus (hadrosaurid) rodu Hypsibema.